# Élections législatives de 1973 dans l'Indre
Les élections législatives françaises de 1973 se déroulent les 4 et 11 mars 1973. Dans le département de l'Indre, trois députés sont à élire dans le cadre de trois circonscriptions.

## Élus
| Circonscription | Député sortant     | Parti | Parti | Député élu ou réélu | Parti | Parti |
| --------------- | ------------------ | ----- | ----- | ------------------- | ----- | ----- |
| 1re             | François Gerbaud   |       | UDR   | Marcel Lemoine      |       | PCF   |
| 2e              | Maurice Tissandier |       | RI    | Maurice Tissandier  |       | RI    |
| 3e              | Jean-Paul Mourot   |       | UDR   | Jean-Paul Mourot    |       | UDR   |

## Résultats

### Résultats à l'échelle du département
| Parti                 | Parti                                   | Premier tour | Premier tour | Second tour | Second tour | Sièges |
| Parti                 | Parti                                   | Voix         | %            | Voix        | %           | Sièges |
| --------------------- | --------------------------------------- | ------------ | ------------ | ----------- | ----------- | ------ |
|                       | Parti communiste français               | 38 142       | 29,27        | 62 566      | 47,92       | 1      |
|                       | Parti socialiste                        | 15 013       | 11,62        | Retrait     | Retrait     | 0      |
|                       | Mouvement des radicaux de gauche        | 6 572        | 5,04         | Retrait     | Retrait     | 0      |
|                       | Union de la gauche                      | 59 727       | 45,84        | 62 566      | 47,92       | 1      |
|                       |                                         |              |              |             |             |        |
|                       | Union des démocrates pour la République | 29 758       | 22,84        | 44 521      | 34,10       | 1      |
|                       | Républicains indépendants               | 16 215       | 12,45        | 23 488      | 17,99       | 1      |
|                       | Union des républicains de progrès       | 45 973       | 35,29        | 68 009      | 52,08       | 2      |
|                       |                                         |              |              |             |             |        |
|                       | Mouvement réformateur                   | 21 651       | 16,62        | Retrait     | Retrait     | 0      |
|                       | Lutte ouvrière                          | 2 939        | 2,26         |             |             | 0      |
|                       |                                         |              |              |             |             |        |
| Inscrits              | Inscrits                                | 164 039      | 100,00       | 164 001     | 100,00      | 3      |
| Abstentions           | Abstentions                             | 30 438       | 18,56        | 27 714      | 16,9        |        |
| Votants               | Votants                                 | 133 601      | 81,44        | 136 287     | 83,1        |        |
| Blancs et nuls        | Blancs et nuls                          | 3 311        | 2,48         | 5 712       | 4,19        |        |
| Exprimés              | Exprimés                                | 130 290      | 97,52        | 130 575     | 95,81       |        |
| Source : Data.gouv.fr |                                         |              |              |             |             |        |

### Résultats par circonscription

#### Première circonscription (Châteauroux)
| Candidat       | Candidat                 | Parti          | Premier tour | Premier tour | Second tour | Second tour |  |
| Candidat       | Candidat                 | Parti          | Voix         | %            | Voix        | %           |  |
| -------------- | ------------------------ | -------------- | ------------ | ------------ | ----------- | ----------- |  |
|                | Marcel Lemoine élu       | PCF            | 15 051       | 32,82        | 23 764      | 51,94       |  |
|                | François Gerbaud sortant | UDR (URP)      | 12 872       | 28,07        | 21 986      | 48,06       |  |
|                | Louis Balsan             | CD (MR)        | 9 797        | 21,36        | Retrait     | Retrait     |  |
|                | Charles Hernu            | PS (UGSD)      | 6 958        | 15,17        | Retrait     | Retrait     |  |
|                | Jean-Pierre Scaglia      | LO             | 1 179        | 2,57         |             |             |  |
|                |                          |                |              |              |             |             |  |
| Inscrits       | Inscrits                 | Inscrits       | 56 998       | 100,00       | 57 002      | 100,00      |  |
| Abstentions    | Abstentions              | Abstentions    | 10 089       | 17,7         | 9 171       | 16,09       |  |
| Votants        | Votants                  | Votants        | 46 909       | 82,3         | 47 831      | 83,91       |  |
| Blancs et nuls | Blancs et nuls           | Blancs et nuls | 1 052        | 2,24         | 2 081       | 4,35        |  |
| Exprimés       | Exprimés                 | Exprimés       | 45 857       | 97,76        | 45 750      | 95,65       |  |

#### Deuxième circonscription (Issoudun)
| Candidat       | Candidat                         | Parti          | Premier tour | Premier tour | Second tour | Second tour |  |
| Candidat       | Candidat                         | Parti          | Voix         | %            | Voix        | %           |  |
| -------------- | -------------------------------- | -------------- | ------------ | ------------ | ----------- | ----------- |  |
|                | Maurice Tissandier sortant réélu | RI (URP)       | 16 215       | 38,48        | 23 488      | 54,47       |  |
|                | Henri Martin                     | PCF            | 11 478       | 27,24        | 19 636      | 45,53       |  |
|                | André Laignel                    | PS (UGSD)      | 8 055        | 19,12        | Retrait     | Retrait     |  |
|                | Claude Peninque                  | CD (MR)        | 4 626        | 10,98        |             |             |  |
|                | Monique Imbault                  | LO             | 1 760        | 4,18         |             |             |  |
|                |                                  |                |              |              |             |             |  |
| Inscrits       | Inscrits                         | Inscrits       | 54 270       | 100,00       | 54 242      | 100,00      |  |
| Abstentions    | Abstentions                      | Abstentions    | 10 970       | 20,21        | 9 564       | 17,63       |  |
| Votants        | Votants                          | Votants        | 43 300       | 79,79        | 44 678      | 82,37       |  |
| Blancs et nuls | Blancs et nuls                   | Blancs et nuls | 1 166        | 2,69         | 1 554       | 3,48        |  |
| Exprimés       | Exprimés                         | Exprimés       | 42 134       | 97,31        | 43 124      | 96,52       |  |

#### Troisième circonscription (Le Blanc)
| Candidat       | Candidat                       | Parti          | Premier tour | Premier tour | Second tour | Second tour |  |
| Candidat       | Candidat                       | Parti          | Voix         | %            | Voix        | %           |  |
| -------------- | ------------------------------ | -------------- | ------------ | ------------ | ----------- | ----------- |  |
|                | Jean-Paul Mourot sortant réélu | UDR (URP)      | 16 886       | 39,92        | 22 535      | 54,04       |  |
|                | Maxime Bonnet                  | PCF            | 11 613       | 27,45        | 19 166      | 45,96       |  |
|                | Guy Rochette                   | MR (CNIP)      | 7 228        | 17,09        | Retrait     | Retrait     |  |
|                | Yves Tournois                  | MRG (UGSD)     | 6 572        | 15,54        | Retrait     | Retrait     |  |
|                |                                |                |              |              |             |             |  |
| Inscrits       | Inscrits                       | Inscrits       | 52 771       | 100,00       | 52 757      | 100,00      |  |
| Abstentions    | Abstentions                    | Abstentions    | 9 379        | 17,77        | 8 979       | 17,02       |  |
| Votants        | Votants                        | Votants        | 43 392       | 82,23        | 43 778      | 82,98       |  |
| Blancs et nuls | Blancs et nuls                 | Blancs et nuls | 1 093        | 2,52         | 2 077       | 4,74        |  |
| Exprimés       | Exprimés                       | Exprimés       | 42 299       | 97,48        | 41 701      | 95,26       |  |